# トリコフィトン・トンズランス
トリコフィトン・トンズランス（Trichophyton tonsurans）は、白癬の一種。
培養日数の経過につれ、菌株が噴火口状（crateriform）に陥没する場合もあるため、トリコフィトン・クラテリフォルメ（Trichophyton crateriforme）と呼称されることもあった。

## 概要
皮膚表面の角質層にあるケラチンを栄養にして寄生するこの菌は、1960年代にキューバから米国へ、1990年代にはヨーロッパにも広がったといわれている。また、菌の成育には、チアミンを必要とし、人間以外のある種の動物にも感染するという指摘がある。
感染原因としては、柔道・レスリングなどで選手同士の接触が挙げられている。日本においては、2001年頃に柔道部員の集団感染などが発覚した、比較的新しい感染症である。
予防法（まめなシャワー・洗髪・洗濯・掃除など）・治療法（専用のシャンプー剤・塗り薬・飲み薬）も確立されつつある。放置しておくと治りにくくなるという特徴や、家庭などを含めた感染拡大を避けるためもあり、全日本柔道連盟は「早期発見・治療」の注意を促している。
なお、医療機関で一般的な湿疹などと誤診された結果ステロイド系抗炎症薬を塗ってしまった場合、逆に重症化する可能性もあるという。

## 頭部感染
頭部に感染すると、脱毛（ケルズス禿瘡）に及ぶこともある。
専用のシャンプー剤、ケトコナゾールなどの塗り薬、イトラコナゾールやテルビナフィンといった飲み薬による治療が効果的とされる。ただ、白癬菌が毛まで感染した場合、塗り薬では逆に悪化してしまうこともあるため、飲み薬による治療を原則推奨する指摘もある。